# Mauves-sur-Loire
Mauves-sur-Loire är en kommun i departementet Loire-Atlantique i regionen Pays de la Loire i nordvästra Frankrike. Kommunen ligger i kantonen Carquefou som tillhör arrondissementet Nantes. År 2022 hade Mauves-sur-Loire 3 393 invånare.

## Befolkningsutveckling
Antalet invånare i kommunen Mauves-sur-Loire
| Referens: INSEE |